# 铁场新石器时代遗址
新石器时代遗址，位于中国广东省惠州市博罗县石湾镇铁场村苏屋冈，为博罗县的一个县级文物保护单位，类型为古遗址，公布时间为1978年。
新石器时代遗址的历史年代为新石器时代。